# Dylan Rigot
Dylan Rigot (* 10. Oktober 1989 in Saint-Claude, Guadeloupe) ist ein französischer Leichtathlet, der sich auf den Sprint spezialisiert hat.

## Sportliche Laufbahn
Erste internationale Erfahrungen sammelte Dylan Rigot bei den CARIFTA Games 2008 in Basseterre, bei denen er mit 7,29 m die Bronzemedaille im Weitsprung gewann. 2011 schied er bei den U23-Europameisterschaften in Ostrava mit 10,80 s in der ersten Runde im 100-Meter-Lauf aus und wurde mit der französischen 4-mal-100-Meter-Staffel im Finale disqualifiziert. 2023 startete er mit der Staffel bei der 1. Liga der Team-Europameisterschaft im Rahmen der Euroapspiele und gewann dort in 38,51 s gemeinsam mit Jeff Erius, Ryan Zézé und Jimmy Vicaut die Bronzemedaille hinter den Teams aus Deutschland und Italien.

## Persönliche Bestzeiten
- 100 Meter: 10,29 s (+1,7 m/s), 26. Juli 2019 in Saint-Étienne
  - 60 Meter (Halle): 6,72 s, 6. Februar 2021 in Metz
- 200 Meter: 21,10 s (−0,7 m/s), 23. Juni 2019 in Nogent-sur-Marne